# Felmer Moos, Großmoos und Gallmoos
Felmer Moos, Großmoos und Gallmoos este o arie protejată (arie specială de conservare — SAC, sit de importanță comunitară — SCI) din Germania întinsă pe o suprafață de 81,58 ha, integral pe uscat.

## Localizare
Centrul sitului Felmer Moos, Großmoos und Gallmoos este situat la coordonatele 47°33′27″N 10°16′09″E / 47.5575°N 10.2692°E.

## Înființare
Situl Felmer Moos, Großmoos und Gallmoos a fost declarat sit de importanță comunitară în noiembrie 2004 pentru a proteja 3 specii de animale. Situl a fost protejat și ca arie specială de conservare în aprilie 2016.

## Biodiversitate
Situată în ecoregiunea continentală, aria protejată conține 3 habitate naturale: Pajiști cu Molinia pe soluri calcaroase, turboase sau argilos-nămoloase (Molinion caeruleae), Mlaștini turboase de tranziție și turbării mișcătoare, Mlaștini alcaline.
La baza desemnării sitului se află mai multe specii protejate de  nevertebrate (3): fluturele auriu (Euphydryas aurinia), libelule (Leucorrhinia pectoralis), phengaris nausithous (Maculinea nausithous).